# Sedlničtí z Choltic

Blazonul familiei Sedlnitzky

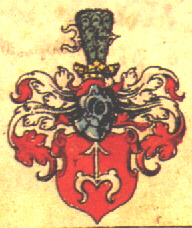
Blazonul familiei (1605)

Sedlničtí de Choltic, de asemenea, Sedlnitzky z Choltitz, (în germană Sedlnitzky von Choltitz) este o veche familie de latifundiari cehi, care a fost ulterior înnobilată. Se trăgea probabil din familia nobiliară Beneš. A avut reședința principală în Choltice din zona Přelouč.

## Istoric
Reședința sa a fost situată inițial în localitatea Choltice din apropierea orașului Chrudim din Boemia și a fost mutată la începutul secolului al XIV-lea în Moravia, unde Peter von Choltitz a achiziționat în 1373 moșia Erb-Sedlnitz. Descendenții săi au preluat numele adițional de Sedlnitzky. În anul 1401 un oarecare Mikuláš z Choltic deținea, de asemenea, moșia Závěšice de lângă Nový Jičín. Probabil, în acest moment, familia s-a împărțit în două ramuri. 
La 8 septembrie 1546 Mikuláš Sedlnický a fost înnobilată în cadrul Regatului Boemiei. Mai mulți membri ai familiei au primit înalte funcții guvernamentale și administrative. Anton Ferdinand a devenit președinte al tribunalului regional din Opava, Josef Antonín Václav vicepreședinte al tribunalului din Liov și a luptat în Ungaria chiar în timpul Revoltei din Boemia din 1620. Petr cel bătrân a fostul unul dintre comandanții oștilor Regatului Boemiei în Bătălia de la Muntele Alb și a trebuit să emigreze, murind în Țările de Jos în anul 1628. Urmașii săi, proveniți din căsătoria fiicei sale Anna cu Isaac de Perponcher, au trăit în Prusia și au format linia Perponcher-Sedlnitzky. Membrii familiei au avut mai puțin succes în calitate de administratori de moșii. Au avut moșii în Moravia de nord și în Silezia, ca, de exemplu, Zábřeh, Slavkov u Opavy, Hluchov sau Bílovec. La începutul secolului al XVII-lea ei s-au îndatorat tot mai mult și au pierdut o mare parte a proprietăților lor.

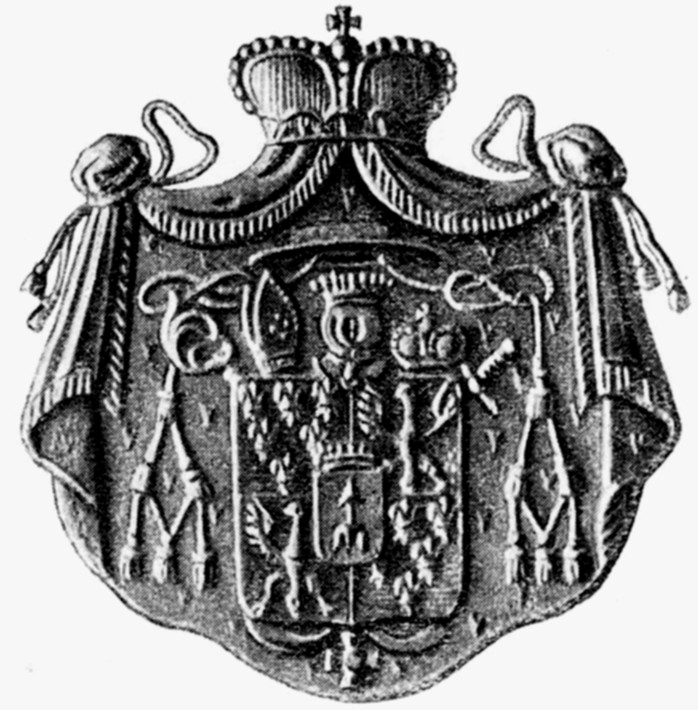
Stema episcopală a lui Leopold von Sedlnitzky

La sfârșitul secolului al XVII-lea, mai precis pe 16 septembrie 1695, conducătorul familiei Sedlnický a primit titlul de conte al imperiului. Contele Josef Sedlnický z Choltic (1778–1855) a fost un funcționar superior austriac, ce a lucrat în perioada 1817–1848 ca șef al Poliției din Viena. El a condus aparatul polițienesc austriac și a supravegheat  cenzura în spiritul absolutismului lui Metternich.
Frații lui Josef au fost:
- Antonín (1776–1850), consilier secret, președinte de tribunal,[3]
- Jan Karel (1781–1858), consilier guvernamental secret al Prusiei,
- Leopold (1787–1871), episcop de Breslau (1836-1840)
- Karel Julius (1792–1856), maior în Armata Austriacă.

Descendenții familiei Sedlnitzky și ai familiei Perponcher-Sedlnitzky trăiesc astăzi în Germania și Austria.

## Înrudiri
Familia Sedlničtí este înrudită cu familiile Prusinowitz, Haugwitz, Žampach și Würben.